# مدئن (مذيخرة)

تعديل مصدري - تعديل

مدئن محلة تابعة لقرية حبز، التابعة لعزلة حمير بمديرية مذيخرة إحدى مديريات محافظة إب في الجمهورية اليمنية.، بلغ تعداد سكانها 22 حسب تعداد اليمن لعام 2004.